# وليد الغامدي
وليد أحمد الغامدي لاعب كرة قدم سعودي.

## مسيرة اللاعب
لعب في نادي الصقور ونادي الوطني.